# Saint-Just-Malmont
Saint-Just-Malmont è un comune francese di 4 208 abitanti situato nel dipartimento dell'Alta Loira della regione dell'Alvernia-Rodano-Alpi.

## Società

### Evoluzione demografica
Abitanti censiti